# 18-я армия (вермахт)
18-я армия (нем. 18. Armee) — оперативное объединение в вооружённых силах нацистской Германии во время Второй мировой войны. Создана в ноябре 1939 года.

## Вторжение в Нидерланды, Бельгию, Францию
Весной 1940 года 18-я армия участвовала в наступлении на Нидерланды и Бельгию, а затем была переброшена во Францию.

## Вторжение в СССР
В 1941 году с началом Операции Барбаросса 18-й армия были переброшена на Восточный фронт. Армия входила в состав Группы армий «Север» вплоть до начала 1945 года, когда она была передана группе армий «Курляндия». В октябре 1944 года 18-я армия была окружена наступавшими частями Красной армии и блокирована в Курляндском котле, где и прекратила сопротивление 9 мая 1945 года, после капитуляции Германии.

## Боевые действия
1 июля 1941 года в ходе наступления 18-я армия заняла Ригу и захватила здесь переправы через Западную Двину. Отступающая 8-я армия Северо-Западного фронта РККА на подручных средствах переправлялась на восточный берег между Ригой и Крустпилсом (см. карту — Боевые действия на северо-западном, западном и юго-западном направлениях. 22 июня — 9 июля 1941 г.).
К январю 1944 г. южнее Ленинграда на рубеже Керново, Петродворец, Стрельна, Пушкин, Отрадное, Новгород, озеро Нещедро оборонялись 18-я и 16-я немецкие армии. С севера Ленинграду продолжали угрожать оперативные группы немецко-финских войск «Олонец» и «Карельский перешеек».
Стремясь любой ценой стабилизировать фронт и не допустить выхода советских войск в Прибалтику, немецкое командование в течение двух лет создало на подступах к Ленинграду мощную оборону, состоявшую из трёх-четырёх полос и нескольких промежуточных позиций, эшелонированных в глубину до 200 км. Оборонительные полосы состояли из узлов сопротивления, прикрытых естественными и искусственными препятствиями. Такая оборона в сочетании с трудными условиями местности должна была, по замыслу немецкого командования, ослабить ударные группировки советских войск и заставить их отказаться от наступления.
Замысел советского командования по разгрому главных сил 18-й и 16-й немецких армий состоял в том, чтобы одновременными ударами войск Ленинградского фронта юго-западнее Ленинграда и Волховского фронта в районе Новгорода уничтожить фланговые группировки 18-й немецкой армии, а затем, разгромив главные силы 18-й армии в районе Гатчина, Кингисепп, Луга, выйти на рубеж реки Луга. 2-й Прибалтийский фронт активными действиями в районах Невеля и Идрицы сковывал главные силы 16-й немецкой армии.
Уничтожение противника юго-западнее Ленинграда осуществлялось войсками 2-й ударной и 42-й армий, которые наступали по сходящимся направлениям на Ропшу, первая с плацдарма в районе Ораниенбаума, а вторая из района Пулково. 67-я армия активными действиями на мгинском направлении сковывала резервы противника. Балтийский флот обеспечивал перевозки и поддерживал наступающие войска огнём. Новгородская группировка противника уничтожалась охватывающими ударами войск 59-й армии Волховского фронта севернее и южнее города. 8-я и 54-я армии этого фронта активными действиями на любанском и чудовском направлениях не допускали переброски вражеских резервов в район Новгорода. [238]
Таким образом, решающим условием успешного развития операции под Ленинградом являлся быстрый разгром фланговых группировок 18-й армии противника силами 2-й ударной,42-й и 59-й армий. На обеспечение их действий и были направлены основные усилия инженерных войск Ленинградского и Волховского фронтов.

## Командующие армией
- Генерал Георг фон Кюхлер (5 ноября 1939 — 16 января 1942)
- Генерал-полковник Георг Линдеман 16 января 1942 — 29 марта 1944
- Генерал артиллерии Герберт Лох 29 марта 1944 — 2 сентября 1944
- Генерал пехоты Эренфрид Бёге 5 сентября 1944 — 8 мая 1945

## Начальники штаба армии
- Генерал-майор Эрих Маркс 5 ноября 1939 — 10 декабря 1940
- Генерал-майор Вильгельм Хассе 10 декабря 1940 — 19 января 1941
- Генерал-майор Курт Вегер 19 января 1941 — 17 ноября 1942
- Генерал-майор Ханс Шпет 24 ноября 1942 — 1 декабря 1943
- Генерал-майор Фридрих Фёрч 1 декабря 1943 — 25 января 1945
- оберст-лейтенант Вильгельм Хетцель 25 января 1945 — 5 марта 1945
- Генерал-майор Эрнст Мерк 5 марта 1945 — 8 мая 1945

## Подчинение армии
- Группа армий «B» (ноябрь 1939—1941)
- Группа армий «Север» (1941 — январь 1945)
- Группа армий «Курляндия» (январь — май 1945)

## Состав армии
| - XXVI армейский корпус - 256-я пехотная дивизия - 254-я пехотная дивизия - Моторизованная бригада СС «Рейх» - X армейский корпус - Моторизованная бригада СС «Лейбштандарт СС Адольф Гитлер» - 227-я пехотная дивизия - 207-я пехотная дивизия - 1 кавалерийская дивизия Прямое управление штаба армии - СС «Verfügungstruppe» Отдел - 9-я танковая дивизия - 208-я пехотная дивизия - 225-я пехотная дивизия | - XXXVIII армейский корпус - 58-я пехотная дивизия - 291-я пехотная дивизия - XXVI армейский корпус - 1-я пехотная дивизия - 61-я пехотная дивизия - 217-я пехотная дивизия - I армейский корпус - 11-я пехотная дивизия - 21-я пехотная дивизия - L армейский корпус - LIV армейский корпус - XXVI армейский корпус - XXVIII армейский корпус - I армейский корпус |

| - XXVIII армейский корпус - 12 Люфтваффе отдел - Kampfgruppe Хуфер - 21-я пехотная дивизия - 30-я пехотная дивизия - XXXVIII армейский корпус - 121-я пехотная дивизия - 32-й пехотной дивизии - 21 Люфтваффе отдел - 83-я пехотная дивизия - L армейский корпус - 218-я пехотная дивизия - 19-я добровольческая пехотная дивизия СС (2-я латышская) - 126-я пехотная дивизия - 93-я пехотная дивизия - 15-я добровольческая пехотная дивизия СС (1-я латышская) - Kampfgruppe Streckenbach Прямое управление штаба армии - Штаб-квартира И. С. корпуса - 207 подразделения безопасности - 300 Отдела железобетонных изделий (эстонские подразделения охраны границ) | - I армейский корпус - 225-я пехотная дивизия - 132-я пехотная дивизия - II армейский корпус - 563 Volksgrenadier отдел - 126-я пехотная дивизия - 263-я пехотная дивизия - 87-я пехотная дивизия - X армейский корпус - 30-я пехотная дивизия - 121-я пехотная дивизия - Kampfgruppe Gise - L армейский корпус - 11-я пехотная дивизия - 290-я пехотная дивизия Прямое управление штаба армии - 52-м отдел безопасности - 14-я танковая дивизия |